# Aad van den Hoek

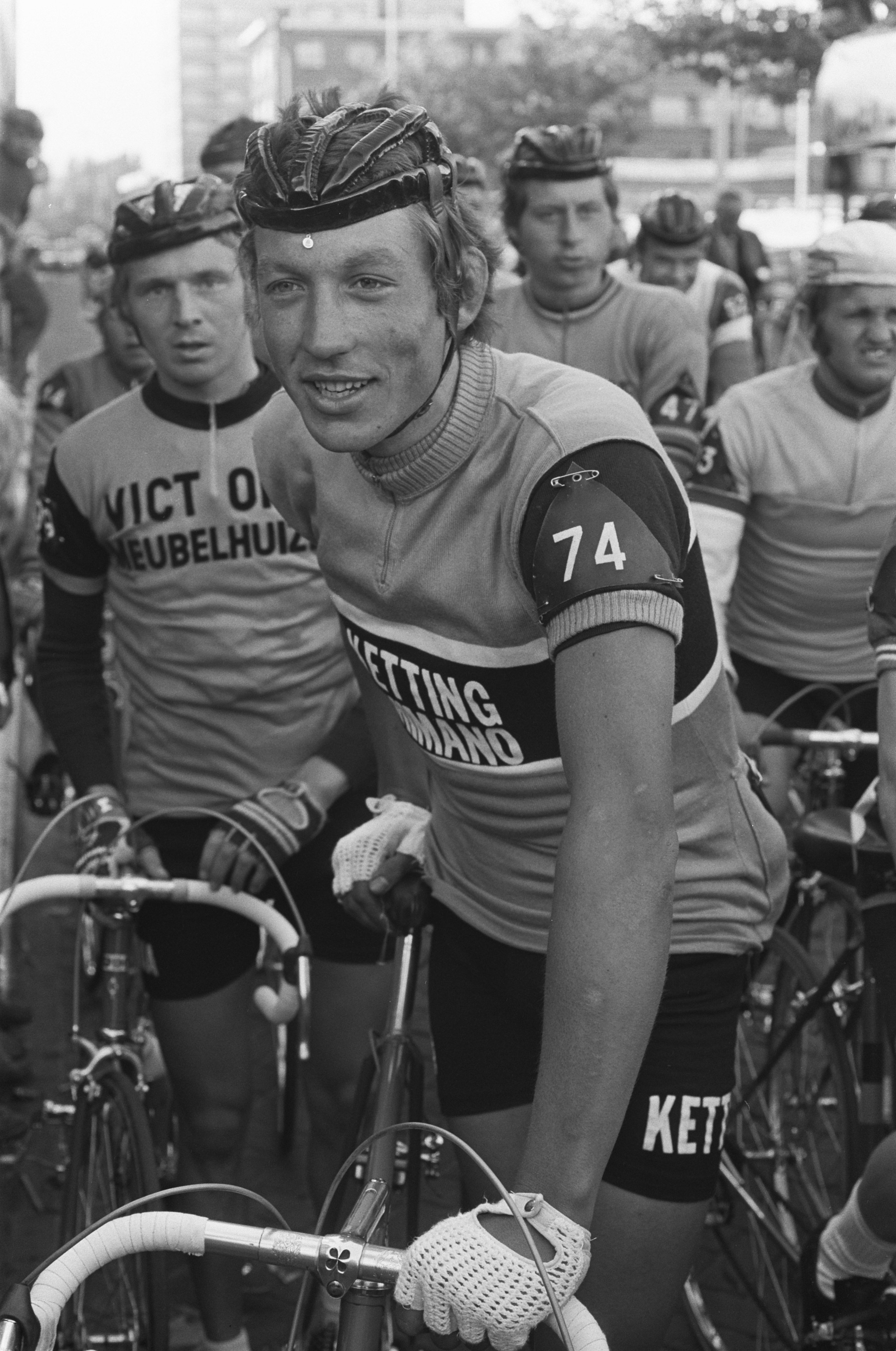
Aad van den Hoek (1974)

Aad van den Hoek (* 14. Oktober 1951 in Dirksland) ist ein ehemaliger niederländischer Radrennfahrer.
Er gewann bei den Straßen-Weltmeisterschaften 1971 mit Fedor den Hertog, Adri Duyker und Frits Schür die Silbermedaille im Mannschaftszeitfahren. 1972 nahm er an den Olympischen Spielen in München teil und erreichte mit Fedor den Hertog, Hennie Kuiper und Cees Priem den dritten Platz, ebenfalls im Mannschaftszeitfahren. Allerdings wurde van den Hoek bei der Dopingkontrolle positiv auf Coramin getestet und dem Team die Medaille aberkannt. In der DDR-Rundfahrt 1972 gehörte er der niederländischen Nationalmannschaft an, die beim Sieg von Fedor den Hertog die Mannschaftswertung gewann. 1973 gewann er eine Etappe im Milk Race. 1974 gewann er die Internationale Rheinland-Pfalz-Rundfahrt mit einem Etappensieg.
Von 1974 bis 1982 fuhr van den Hoek als Profi für TI-Raleigh. 1975 gewann er den Étoile des Espoirs und 1976 die Acht van Chaam. Bei der Internationalen Vitamalz-Rundfahrt 1979 (Deutschland-Rundfahrt) konnte er die erste Etappe gewinnen und belegte im Endklassement den zweiten Platz. Außerdem nahm er vier Mal an der Tour de France teil, wobei er 1976 als Träger der Lanterne Rouge den letzten Gesamtrang belegte.